# Road Warriors
De Road Warriors was een professioneel worstelteam dat actief was in de American Wrestling Association (AWA), de National Wrestling Alliance (NWA) en de World Championship Wrestling (WCW). Dit team was ook actief in de World Wrestling Federation (WWF) als Legion of Doom (L.O.D.). Eerst bestond het team uit Road Warrior Hawk en Road Warrior Animal, later zijn er verscheidene leden bij gekomen.

## In worstelen
- Afwerking bewegingen
  - Doomsday Device / Double Impact

## Kampioenschappen en prestaties
- All Japan Pro Wrestling
  - NWA International Tag Team Championship (1 keer)

- American Wrestling Association
  - AWA World Tag Team Championship (1 keer)

- Fighting World of Japan Pro Wrestling
  - World Japan Tag Team Championship (1 keer)

- Georgia Championship Wrestling
  - NWA National Tag Team Championship (4 keer)

- i-Generation Superstars of Wrestling
  - i-Generation Superstars of Wrestling (2 keer)

- Independent Pro Wrestling
  - IPW Tag Team Championship (1 keer)

- Jim Crockett Promotions / World Championship Wrestling
  - NWA World Six-Man Tag Team Championship (3 keer; 2x met Dusty Rhodes en 1x met Genichiro Tenryu)
  - WCW World Tag Team Championship (1 keer)
  - Iron Team Tournament (1989)
  - Jim Crockett Sr. Memorial Cup (1986)

- Pro Wrestling Illustrated
  - PWI Tag Team of the Year (1985, 1988)
  - PWI Feud of the Year (1987) met Dusty Rhodes en Nikita Koloff vs. Four Horsemen

- World Wrestling Federation
  - WWE Tag Team Championship (2 keer)
  - WWE Hall of Fame (Class 2011)

- Wrestling Observer Newsletter awards
  - Rookies of the Year (1983)
  - Tag Team of the Year (1984)
  - Wrestling Observer Newsletter Hall of Fame (Class of 1996)